# Lori Andrews

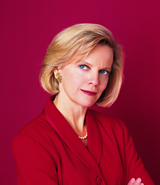
Lori B. Andrews

Lori B. Andrews (* 1952) ist eine US-amerikanische Juristin, Biotechnologin und Schriftstellerin. 
Andrews ist Professorin für Rechtswissenschaften am Illinois Institute of Technology Chicago-Kent College of Law, Direktorin des dortigen Institute for Science, Law, and Technology und im Frühjahr 2002 war sie Gastprofessorin an der Princeton University. Sie erhielt ihren B.A. summa cum laude am Yale College und ihren J.D. an der Yale Law School. Andrews ist ein Fellow des Hastings Center.

## Leben
Andrews ist eine international anerkannte Expertin für Biotechnologie. Ihre wegweisenden Rechtsstreitigkeiten über reproduktive und genetische Technologien und die Disposition eingefrorenen Embryonen brachten das National Law Journal dazu, sie als eine der "100 einflussreichsten Anwälte in Amerika" aufzulisten. Sie wurde in der Januar-Ausgabe des ABA Journals 2008 als "Newsmaker of the Year" aufgeführt. Das ABA Journal sah Andrews als „eine Rechtsanwältin mit einem literarischen, wissenschaftlichen Kniff, die jedem CSI-Ermittler zum Rivalen wird“ und „eine Genetik-Expertin von internationalem Ruf, deren Einfluss auf die Rechtsethik, welche Genetik umgibt, nicht an der Grenze zu stoppen ist“.
Andrews hat sich auch an der Einrichtung von Richtlinien für genetische Technologien beteiligt. Sie war Beraterin für Fragen der genetischen und reproduktiven Technologien beim Kongress der Vereinigten Staaten, der Weltgesundheitsorganisation, dem National Institutes of Health, den Centers for Disease Control, dem United States Department of Health and Human Services, dem Institute of Medicine of the National Academy of Sciences, und mehreren ausländischen Nationen, darunter dem Emirat Dubai und der Französischen Nationalversammlung. Sie war Vorsitzende der US-Bundesarbeitsgruppe für die ethischen, rechtlichen und sozialen Implikationen des Humangenomprojektes. Desgleichen war sie Beraterin für die Wissenschaftsminister zwölf verschiedener Länder zu Fragen wie Umgang mit embryonalen Stammzellen, Gen-Patenten und DNA-Banking. 

Andrews ist die Autorin von vierzehn Büchern und mehr als hundert wissenschaftlichen Artikeln, Monographien bzw. Buchkapiteln und behandelte dabei Themen der informellen Einwilligung, medizinischen Genetik und der Gesundheitspolitik. Sie ist Mitautorin des Law School-Fachbuches Genetics: Ethics, Law and Policy, gemeinsam mit Mark Rothstein und Maxwell Mehlman. Im Juni 2002 wurde sie mit dem „Health Law Teachers Award“ der Sektion Lehrer für Gesundheitsrecht der „American Society of Law, Medicine and Ethics“ ausgezeichnet. Im März 2005 wurde sie zum Ehrenmitglied des „American College of Legal Medicine“ ernannt.
Mit ihrem Sachbuch The Clone Age, im Jahr 2000 veröffentlicht, bot Andrews eine sehr kritische Sichtweise über die Motive und Methoden einer neuen Generation von Biologen. Sie äußerte dabei insbesondere Besorgnis über die Rolle von Risikokapitalgebern für die medizinische Forschung und was sie als Technologierennen vor der endgültigen Festlegung von rechtlichen und ethischen Grundregeln sah.
Zusammen mit der Soziologin Dorothy Nelkin diskutierte Andrews in Body Bazaar: The Market for Human Tissue in the Biotechnology Age die psychologischen, sozialen und finanziellen Auswirkungen der Kommerzialisierung des menschlichen Gewebes. Future Perfect: Confronting Decisions About Genetics gibt einen Überblick über die Regelmodelle und Richtlinien, die Andrews für die Prüfung empfahl, wie man in einem Zeitalter zunehmender Kenntnis des menschlichen Genoms damit umgehen sollte.
In ihrem Buch I Know Who You Are and I Saw What You Did: Social Networks and the Death of Privacy erklärte sie, wie die Rechte des Einzelnen verletzt werden, und empfahl Richtlinien wie beispielsweise eine allgemeingültige Verfassung für soziale Netzwerke und das Internet.
Andrews ist auch die Verfasserin einer Reihe von bisher drei Kriminalromanen um die weibliche Genetikerin, Pathologin und Anwältin Dr. Alexandra Blake.
Der zweite Band der Reihe, The Silent Assassin (deutscher Titel: Bis auf die Knochen), handelt unter anderem von einem Schädel, den GIs als Trophäe aus dem Vietnamkrieg mit nach Hause brachten. Hintergrund dafür war, dass sich dies tatsächlich ähnlich zugetragen hat. So lagern bis heute noch sechs Trophäen-Schädel im National Museum of Health and Medicine in Washington, D.C. Am 22. Juni 2007 veröffentlichte Andrews in der New York Times dazu einen Gastkommentar, in dem sie den damaligen US-Präsidenten George W. Bush aufforderte, die Schädel angesichts des Besuchs des vietnamesischen Präsidenten Nguyễn Minh Triết im Weißen Haus zurückzugeben.
Der im September 2008 von Andrews veröffentlichte dritte Teil behandelt den Versuch der Ärztin Dr. Blake, gemeinsam mit einem DEA-Agenten eine Epidemie im Südwesten der Vereinigten Staaten zu stoppen.
Al häufiger Gast bei Sendungen wie Nightline, 60 Minutes, CBS Morning News, Oprah und verschiedenen anderen Programmen wird Andrews oft über Bioethik interviewt. 
Der Dokumentarfilm Frozen Angels (Regie und Drehbuch: Frauke Sandig und Erik Black), der ihre Arbeit beschreibt, hatte auf dem Sundance Film Festival 2005 Premiere.

## Bibliografie

### Sachbücher
- New Conceptions: A Consumer’s Guide to the Newest Infertility Treatments, Including in Vitro Fertilization, Artificial Insemination,& Surrogate Mother. New York: St. Martins, 1984. ISBN 0-312-56610-7
- State Laws and Regulations Governing Newborn Screening. National Center for Education in Maternal & Child Health, Georgetown University, 1985. ISBN 0-910059-04-7
- Between Strangers: Surrogate Mothers, Expectant Fathers, and Brave New Babies. Harper & Row, 1989. ISBN 0-06-016058-6
- Assessing Genetic Risks: Implications for Health and Social Policy. National Academy Press, 1994. Co-edited with Jane E. Fullarton, Neil A. Holtzman, and Arno G. Motulsky. ISBN 0-309-04798-6
- The Clone Age: Adventures in the New World of Reproductive Technology. Owl Books, 2000. ISBN 0-8050-6446-X
- Black Power, White Blood: The Life and Times of Johnny Spain. Temple University Press, revised edition, 2000. ISBN 1-56639-750-2
- Body Bazaar: The Market for Human Tissue in the Biotechnology Age. New York: Crown, 2001. With Dorothy Nelkin. ISBN 0-609-60540-2
- Future Perfect. New York: Columbia University Press, 2002. ISBN 0-231-12163-6
- Genetics: Ethics, Law and Policy. St. Paul: West, 2002, 2nd edition, 2006, 3rd edition, 2010. With Mark Rothstein and Maxwell Mehlman. ISBN 0-314-91186-3
- I Know Who You Are and I Saw What You Did: Social Networks and the Death of Privacy. New York: Free Press, 2012. ISBN 1-4516-5051-5

### Thriller
- Sequence. New York: St. Martin’s, 2006. ISBN 0-312-94245-1
  - Killer-Code. Ullstein, Berlin 2007 (Originaltitel Sequence, übersetzt von Ursula Walther), ISBN 978-3-548-26610-7
- The Silent Assassin. New York: St. Martin’s, 2007. ISBN 0-312-35271-9
  - Bis auf die Knochen. Ullstein, Berlin 2008 (Originaltitel The Silent Assassin, übersetzt von Ursula Walther), ISBN 978-3-548-26611-4
- Immunity. New York: St. Martin’s, 2008. ISBN 0-312-35272-7
  - Epidemie. Ullstein, Berlin 2008 (Originaltitel Immunity, übersetzt von Hanne Hammer), ISBN 978-3-548-26612-1